# Белінська Світлана Борисівна
Світлана Борисівна Белінська (нар. 13 серпня 1956, Погребище) — український краєзнавець, активний член Національної спілки краєзнавців України, перший лауреат краєзнавчої премії імені Олекси Романця (2010). Завідувач науково-дослідного експозиційного відділу археології, історії середніх віків та нового часу Чернівецького обласного краєзнавчого музею (1999—2020).

## Життєпис
Народилася 13 серпня 1956 року в Погребищі, Вінницької області.
Закінчила Погребищенську загальноосвітню середню школу у 1973 році.
Переїхала в Чернівці у 1973 році.
Навчалась у Чернівецькому державному університеті на історичному факультеті (1975-1980).
З 17 листопада 1980 року працює в Чернівецькому обласному краєзнавчому музеї.
Пройшла шлях від наукового співробітника до керівника науково експозиційного відділу археології, середніх віків і нової історії краю, який є одним із основних підрозділів музею, охоплює та висвітлює один із найбільших в історичному вимірі тисячолітній проміжок часу від найдавніших часів до кінця XIX століття.

## Наукова діяльність
Белінська С. Б. є членом вченої та науково-методичної ради музею, членом організаційного комітету по проведенню наукових конференций музею. Бере активну участь у наукових нарадах, семінарах, всеукраїнських та міжнародних конференціях.
Белінською С. Б. розроблені наукові концепції та тематико-експозиційні плани постійнодіючих наукових експозицій Чернівецького обласного краєзнавчого музею. Під її керівництвом у надзвичайно короткі терміни у 2003 році було створено постійну експозицію «Буковина у складі Австрійської імперії 1774—1918 pp», а у 2008 році — експозицію «Буковина у складі Молдавського князівства у II половині XIV — 70 роках XVIII ст. ст.. Родзинкою виставкової роботи музею стала стаціонарна виставка «Панське місто» створена під керівництвом Белінської С. Б. у 2010 році. У 2020 році завершила створення постійнодіючої експозиції відділу розділом «Археологія краю від найдавніших часів до середини ХІІІ ст.».
Регулярно бере участь у наукових семінарах на базі факультету історії, політології та міжнародних відносин Чернівецького національного університету імені Юрія Федьковича «Археологія Буковини: здобутки та перспективи». Зібрала, науково опрацювала та здала в фонди понад 1000 предметів історико-краєзнавчого характеру. Була ініціатором створення нової колекції писанок з різних регіонів краю.
Брала активну участь в їх консервації. Белінська С. Б. здійснює наукову розробку екскурсій, лекцій, науково-освітніх заходів, які мають глибоке наукове підґрунтя. Веде наукову пропаганду краєзнавчих знань шляхом виступів у ЗМІ. Провела опрацювання наукових матеріалів, підготувала до друку та опублікувала буклети «Писанкарство Буковини», «Букова віть Австрійської монархії», науковий путівник «Відгомін століть», який висвітлює історію Буковини періоду входження до складу Молдавського князівства, а також Австро-Угорської монархії. Белінська С. Б. активно співпрацює з науковцями інших відділів музею, установ і організацій.

## Публікації
Белінська С. Б. активно займається науково-пошуковою роботою, результатом якої стали численні наукові довідки, статті, буклети, матеріали яких послужили основою для багатьох однойменних наукових публікацій в музейних щорічниках, наукових збірниках:
- Відгомін століть [Текст]: за матер. експозиції Чернівецького краєзнавчого музею / Упр. культ. Чернівецької облдержадмін., Чернівецький краєзнавчий музей ; уклад.: С. Б. Белінська, О. П. Затуловська, Л. В. Колодій. — Чернівці: Букрек, 2011. — 24 с.
- «Працювати так, як він то робив» [Текст]: [до 105-ї річниці від дня народж. архітектора Й. Главки] / С. Белінська // Доба. — 2013. — 7 берез. (ч. 10). — С. 13.
- Подарунок Францу Йосифу, або як народжувався Чернівецький університет [Текст]: [про відкриття ун-ту] / С. Белінська // Доба. — 2015. — 8 жовт. (ч. 39). — С. 5
- Фортеця «Черн», або дещо про історію міста Чернівці [Текст]: [про історію м. Чернівці та першу письмову згадку про місто] / С. Белінська // Доба. — 2015. — 1 жовт. (ч. 38). — С. 6.
- «Він служить всім нам приміром, як треба служити своєму народові» [Текст]: [про творця чернів. кам'яної казки найуспішнішого архітектора часів Австро-Угорщини вченого мецената — Й. Главки] / С. Белінська // Доба. — 2016. — 11 лют. (ч. 5). — С. 6.
- Садогурська монетарня, або як «гарматні гроші» Садгору нагородили [Текст]: [з історії заснування монетного двору] / С. Белінська // Доба. — 2016. — 18 лют. (ч. 6). — С. 13.
- «Мрія із оксамиту та золота»: до 100-річчя від дня смерті архітектора Фердинанда Фельнера, який збудував Чернівецький театр [Текст] / С. Белінська // Доба. — 2016. — 10 берез. (ч. 9). — С. 6.
- Європейське упорядкування: 230 років тому в Чернівцях було створено магістрат [Текст]: [історія — «Міське упорядкування». Є згадка про А. Кохановського] / С. Белінська // Доба. — 2016. — 21 квіт. (ч. 15). — С. 6.
- «Спогад не покину по зеленій Буковині», або про перший візит Лесі Українки на Буковину [Текст] / С. Белінська // Доба. — 2016. — 28 квіт. (ч. 16). — С. 6.
- Музей з вулиці Лілейної [Текст]: [зародження музейної справи на Буковині та про ініціаторів створення краєзнавчого музею] / С. Белінська // Доба. — 2016. — 19 трав. (ч. 18). — С. 6
- Як Франц-Йосиф ярмаркував, або дещо з 230-річчя Петрівського ярмарку у Чернівцях [Текст] / С. Белінська // Доба. — 2016. — 7 лип. (ч. 23). — С. 6.
- Найобізнаніший історик Буковини [Текст]: [про історика Раймунда-Фрідріха Кайндля] / С. Белінська // Доба. — 2016. — 11 серп. (ч. 28). — С. 6.
- Історія великого українського Святителя Петра Могили [Текст]: [про славного уродженця Буковини, фундатора духовності, культури та освіти в Україні і Східній Європі — П. Могили] / С. Белінська // Буковинське віче. — 2017. — 19 січ. (№ 2). — С. 1, 2.
- Перший хірург Буковини [Текст]: [про чернівчанина В. Д. Залозецького — першого лікаря-хірурга Буковини] / С. Белінська // Буковинське віче. — 2017. — 2 берез. (№ 8). — С. 1.
- З історії створення археологічної експозиції Чернівецького обласного краєзнавчого музею [Текст] / С. Белінська, О. Ротар // Археологія Буковини: здобутки та перспективи: тези доповідей ІІ наукового семінару (м. Чернівці, 6 грудня 2018 р.). — Чернівці, 2018. — С. 15-17.

## Нагороди
У 2010 році відповідно до рішення Чернівецької обласної державної адміністрації, обласного управління культури, подання наукової частини Чернівецького обласного краєзнавчого музею Белінська Світлана Борисівна стала першим лауреатом краєзнавчої премії імені Олекси Романця в номінації «За створення музеїв, стаціонарних експозицій, виставок на основі досліджених, науково описаних та взятих на облік історико-краєзнавчих, етнографічних, мистецьких цінностей, збереження музейних пам'яток».